# Echinacea pallida
Echinacea pallida（エキナセア・パリダ）は、直根性の多年草で、キク科に属する。Echinacea angustifoliaに似るが、しばしばそれより高くなり、45センチから75センチ、時には90センチ以上にもなる。野生では普通枝分かれしない茎を1本だけ伸ばすが、花壇で栽培されるとよく複数の茎を伸ばす。深い直根は紡錘形で、中心が太く端が細くなっている。茎は緑色、または紫と緑が混ざった色である。葉は長い披針形か糸状の披針形で、3本の葉脈があり、鋸歯はない。頭状花は、細長く放射状に伸び、2.5から7センチ垂れ下がる。花は直径2から7.6センチで、薄いローズパープル、またはほぼ白色の花弁を有する。花粉は白い。実は黄褐色かbi-coloredで、角がある。